# Yamaha XS 650
La Yamaha XS 650 est une moto de taille moyenne construite par Yamaha. Le modèle fut présenté en octobre 1969 et produit jusqu'en 1979. Le modèle « Spécial » fut présenté en 1978 et produit jusqu'en 1985. La XS 650 a d’abord reçu le moteur twin Hosk SACT de 500 cm3 en 1955. Après environ dix ans de production en 500 cm3, les ingénieurs Hosk conçurent un 650 cm3 twin. Plus tard, la société Hosk fut acquise par Showa Corporation, et en 1960, Yamaha avait racheté Showa, incluant Hosk, le concepteur initial du twin 650 cm3.
Lorsque la Yamaha XS 650 fut lancée en octobre 1969, elle avait l'un des moteurs les plus avancés dans la catégorie des gros moteurs twin. Le moteur et la boîte de vitesses partageaient un même carter séparé horizontalement pour faciliter le montage alors que presque tous ses contemporains, dans sa catégorie en 1969, étaient d'une construction soit monobloc, avec un découpe verticale du carter, soit avec le moteur et la boîte de vitesses séparés. Le moteur XS 650 fut utilisé dans les courses nationales aux États-Unis de Dirt Track Racing, par le champion Kenny Roberts. En 1969, seules les Laverda 750S et Honda CB 350, lancées la même année, rivalisaient avec la XS 650 en termes de modernité de construction du bloc et du fonctionnement du SACT.

## Historique
Le modèle des années 1970 est désigné XS-1. Les modèles ultérieurs de XS 650 ont été successivement désignés XS-1B (1971), XS-2 (1972), puis TX650/XS2B (1973), TX650-A (1974), XS650B (1975), XS650C (1976), XS-D (1977), XS-E (1978) et enfin XS-F (1979). 1979 a été la dernière année des versions « Standards » (terme non officiel couramment utilisé pour la différencier de la « Spéciale », qui était équipée de bras de maintien, d’un réservoir en forme de goutte d'eau, et d'autres éléments). Les versions Es et Fs ont aussi été produites en version « Spéciale » : XS-SE (S pour Spéciale) et XS-SF. À partir de là, les modèles furent estampillés « Spéciale » seulement pour XS-SG, XS-SH, XS-SJ, XS-SK. Il y eut une Spéciale II en 1978 (sans code), en 1979 (XS-SF-II), 1980 (XS-G) et 1981 (XS-H) qui sont des modèles avec moins de pièces chromées mais du plastique chromé sur les caches latéraux ainsi qu'un tambour de frein arrière et des roues à rayons à la place du disque de frein arrière ou des roues en alliage. La Spéciale II a été proposée jusqu'en 1985, la dernière année pour la XS 650.
Les deux premières années de modèle (XS-1 et XS-1B) avait seulement un démarrage au kick, le démarreur électrique étant ajouté à partir de 1972. Un réducteur de compression fut ajouté au couvercle du poussoir d'échappement avant gauche avec un couvercle carré différent par rapport à ceux triangulaires sur les autres couvercles d'échappement et d'admission. Lors du retrait du mécanisme de décompression en 1974 à la suite de l'installation d'un démarreur électrique, le couvercle carré de la soupape d'échappement gauche fut toutefois gardé.
Notes sur la modification des freins :
- le tambour avant sur les premiers modèles ne peut pas être modifiés ;
- les modèles avant 1977 et ceux après 1977 ont des disques avant avec un décalage (offset) différent, les roues peuvent s'intervertir mais pas les disques ;
- le bras oscillant du modèle à tambour est nécessaire au montage de la roue arrière à tambour dans le cadre à frein à disque ;
- la roue arrière à disque dans le cadre à tambour arrière a besoin du bras oscillant du cadre à disque arrière et nécessite également de souder les pattes du maître-cylindre de frein au cadre.

Différences sur le changement des roues arrière :
- le pneu arrière sur le modèle Standard est 110/90-18. Le pneu arrière sur le modèle Spécial est 130/90-16. Le pneu sur la Standard étant plus étroit, il aura tendance à se déplacer plus rapidement. Le pneu sur la Spéciale étant plus large, il aura tendance à être un peu plus stable en ligne droite. La démultiplication finale n'est pas modifiée par rapport à la version Standard, car les deux pneus ont pratiquement le même diamètre extérieur.

Avant le modèle XS-B, la moto avait une réputation d'instabilité qui fut résolue par les améliorations apportées à partir de 1975.
L'étrier de frein avant des modèles de 1976 passa de l'avant du tube à l'arrière. Cela permit de placer l'étrier de frein plus près de l'axe du pivot de direction, nécessitant un peu moins d'effort pour les manœuvres.
Au milieu de l'année 1977, la fourche avant connu une refonte majeure : le diamètre des tubes de fourche est passé de 34 à 35 mm et les composants internes furent modifiés (cela est également valable plusieurs années pour les tubes de même taille). L'ensemble de la fourche (avec triple T) peut-être interverti dans un sens ou l'autre, mais les pièces des fourches ne sont pas interchangeables. De plus, l'étrier de frein est passé d'un modèle en fonte à double piston de 48 mm pour la fourche de 34 mm à un étrier flottant en aluminium à simple piston de 40 mm pour les fourches de 35 mm. Les pattes de fixation des étriers de frein sur la fourche sont espacées de manière différente pour les fourches de 34 et 35 mm, de sorte que les étriers ne peuvent pas être échangés.

### Fin de la production
La XS 650 a été produite jusqu'en 1985. La dernière année fut 1983 aux États-Unis et au Canada, en Europe et sur d'autres marchés la distribution se poursuivit en 1984 et 1985. Cependant, de nombreux modèles américains restèrent invendus pendant plusieurs années en raison de la surproduction et de la récession économique et des modèles neufs de 1982 et 1983 pouvaient encore être achetés en 1987 chez certains concessionnaires.

## Conception

### Moteur
Comme les moteurs contemporains dans sa catégorie, la XS 650 a un calage de vilebrequin à 360°. Cela fournit la même intervalle de combustion entre les deux cylindres, mais aussi génère des vibrations causées par les deux pistons en position haute et basse en même temps. Cette vibration est particulièrement perceptible au ralenti. En raison d’un problème de vibration reconnu depuis longtemps, à partir des modèles de 1974, des modifications d’amortissement ont été apportées aux fixations moteur et au guidon.
Les soupapes des XS 650 sont actionnées par un seul arbre à cames en tête (SACT) alors que presque tous les moteurs contemporains dans sa catégorie utilisaient encore des systèmes à poussoir.
Le vilebrequin à 360° utilise trois roulements à rouleaux et un roulement à billes. L'arbre à cames utilise quatre roulements à billes et les roulements sont utilisés dans le reste du moteur. Les bielles sont montées sur roulements à aiguilles. Comme le moteur est à arbre à cames en tête, il n’y a pas de poussoirs pour faire fonctionner les soupapes. L'arbre à cames est entraîné par une chaîne à une seule rangée qui part du centre du vilebrequin. La tension de la chaîne est maintenue par un guide à ressort, qui absorbe également le mou inutile. Le calage initial des soupapes d’admission a été modifié en 1973 pour une durée d'ouverture plus longue, ce qui a étouffé les derniers modèles. Le taux de compression a également diminué au fil des ans pour correspondre à une synchronisation plus douce de la came. Le volant d'inertie est plus léger que les moteurs  britanniques contemporains, ce qui a pour conséquence une accélération plus rapide du moteur lors de l'ouverture des gaz.
Au cours des développements ultérieurs, le taux de compression du moteur fut abaissé, puis augmenté de nouveau. Les pistons et les bielles furent allégés de 20 % pour réduire les masses en mouvement à l’intérieur du moteur. Les pistons en aluminium sont légèrement bombés avec des encoches de soupapes. Les pistons ont trois segments, deux de compression et un racleur.
La séparation horizontale des carters offre les avantages de l'étanchéité pour l'huile grâce à l'élimination des joints verticaux et un accès unique à la fois à l'extrémité inférieure du bloc et à la boîte de vitesses. La pression d'huile est fournie par une pompe trochoïdale entraînée par un engrenage droit en acier sur le vilebrequin. Les paliers principaux, l'arbre principal de transmission, la bague d'embrayage, la barre de guidage de la fourchette et les culbuteurs sont lubrifiés par de l'huile sous pression, tandis que le reste du moteur est lubrifié par éclaboussures d'huile,.

### Carburation
Les modèles avant 1980 utilisent deux carburateurs Mikuni à vitesse constante de 38 mm qui peuvent être réglés en déplaçant la position du clip d'aiguille ou en remplaçant les injecteurs. Dans les carburateurs, la vitesse du mélange de carburant à travers le venturi, régulée par l'ouverture des papillons et le régime du moteur, provoque une différence de pression entre le haut et le bas des pistons du carburateur. Cette différence de pression augmente et diminue le glissement du carburateur, augmentant ou diminuant la puissance du moteur en conséquence.
Les modèles après 1979 utilisent des carburateurs plus petits Mikuni CV de 34 mm avec des aiguilles qui semblent « fixes » dans la documentation. Le guide et les gicleurs principaux peuvent être remplacés par d'autres de différentes tailles. Seules les aiguilles des carburateurs CV de 34 mm sont en position fixe.

### Allumage
Les modèles jusqu'en 1979 utilisent des rupteurs. Deux jeux de rupteurs sont situés en haut à gauche de la culasse. Sur le côté droit de la culasse se trouve un mécanisme d'avance à l'allumage. Le mécanisme est utilisé pour retarder l'avance afin de faciliter le démarrage et avoir un ralenti régulier. Les modèles post-1979 utilisent des systèmes à allumage électronique.

## Performances
En mars 1979, Cycle World a testé la XS 650 ; la moto a parcouru le quart de mille en position assise en 13,86 s avec une vitesse finale de 154,58 km/h. La consommation moyenne de carburant de la moto était de 4,58 L/100 km.

## Galerie

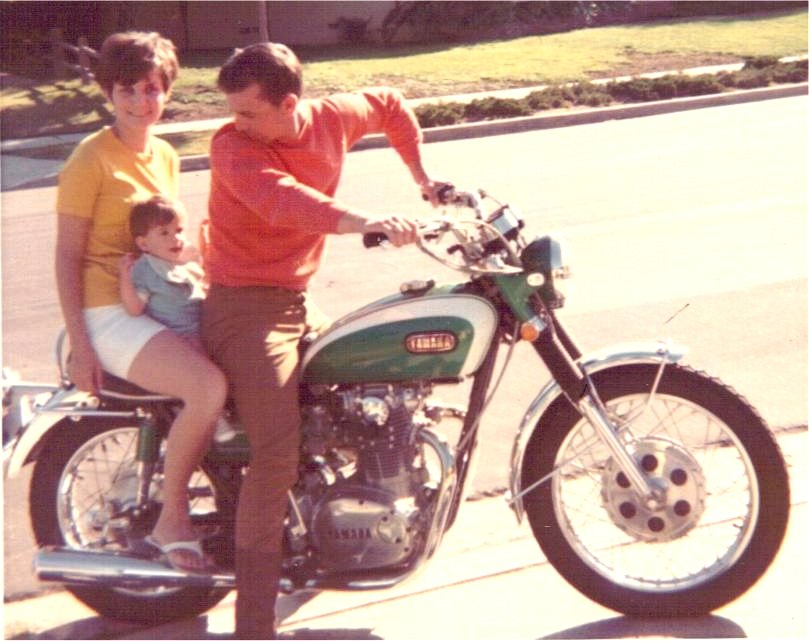
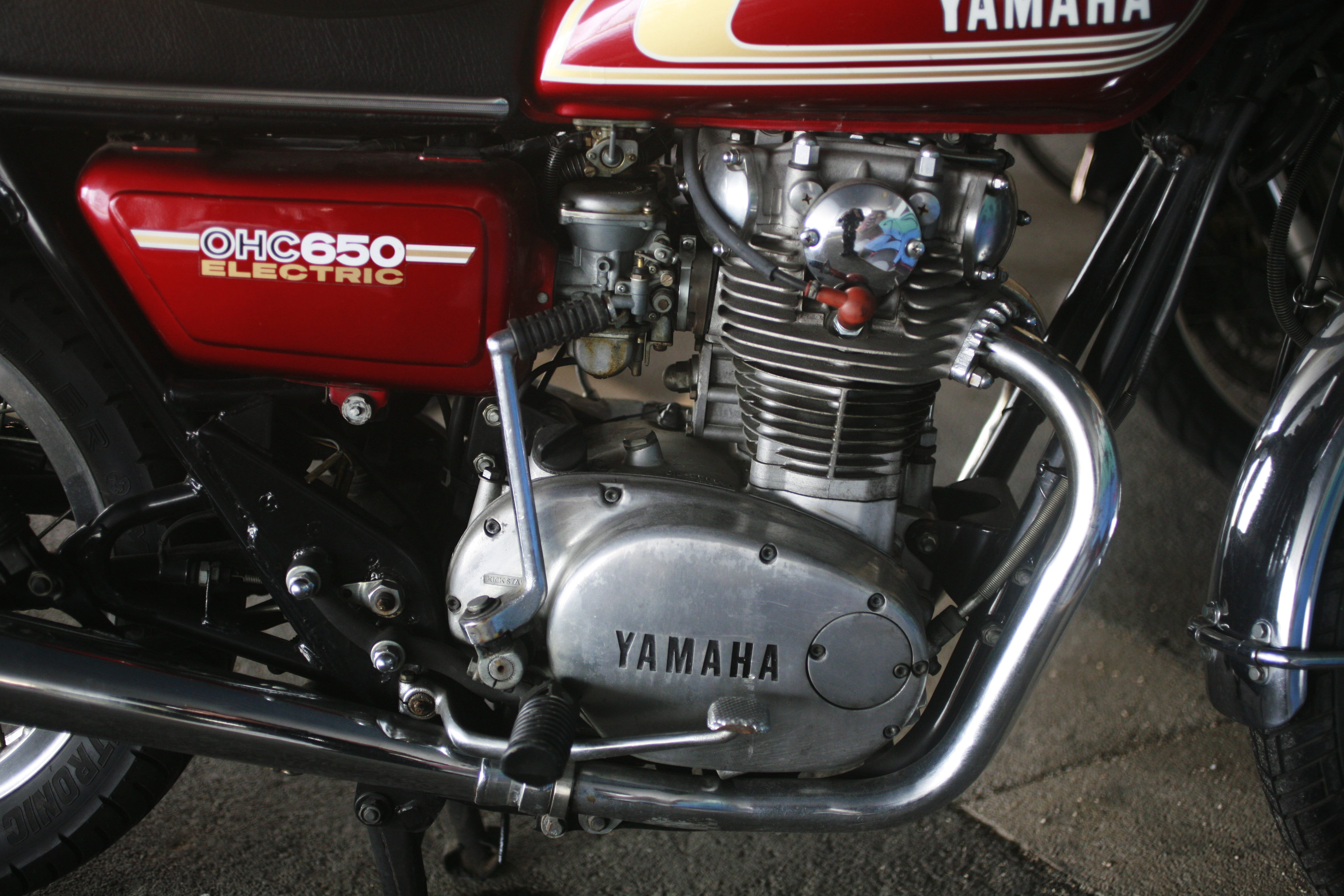
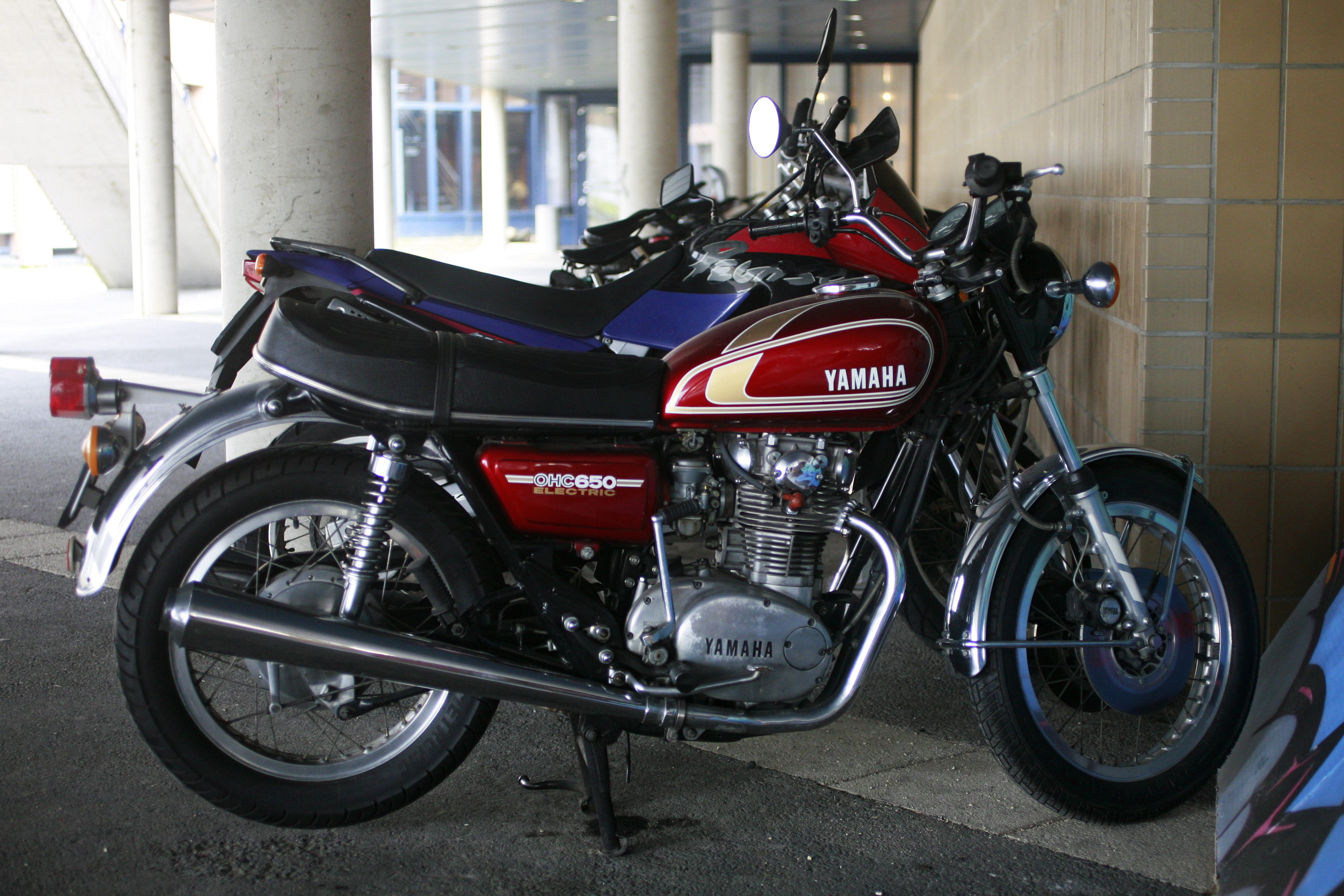
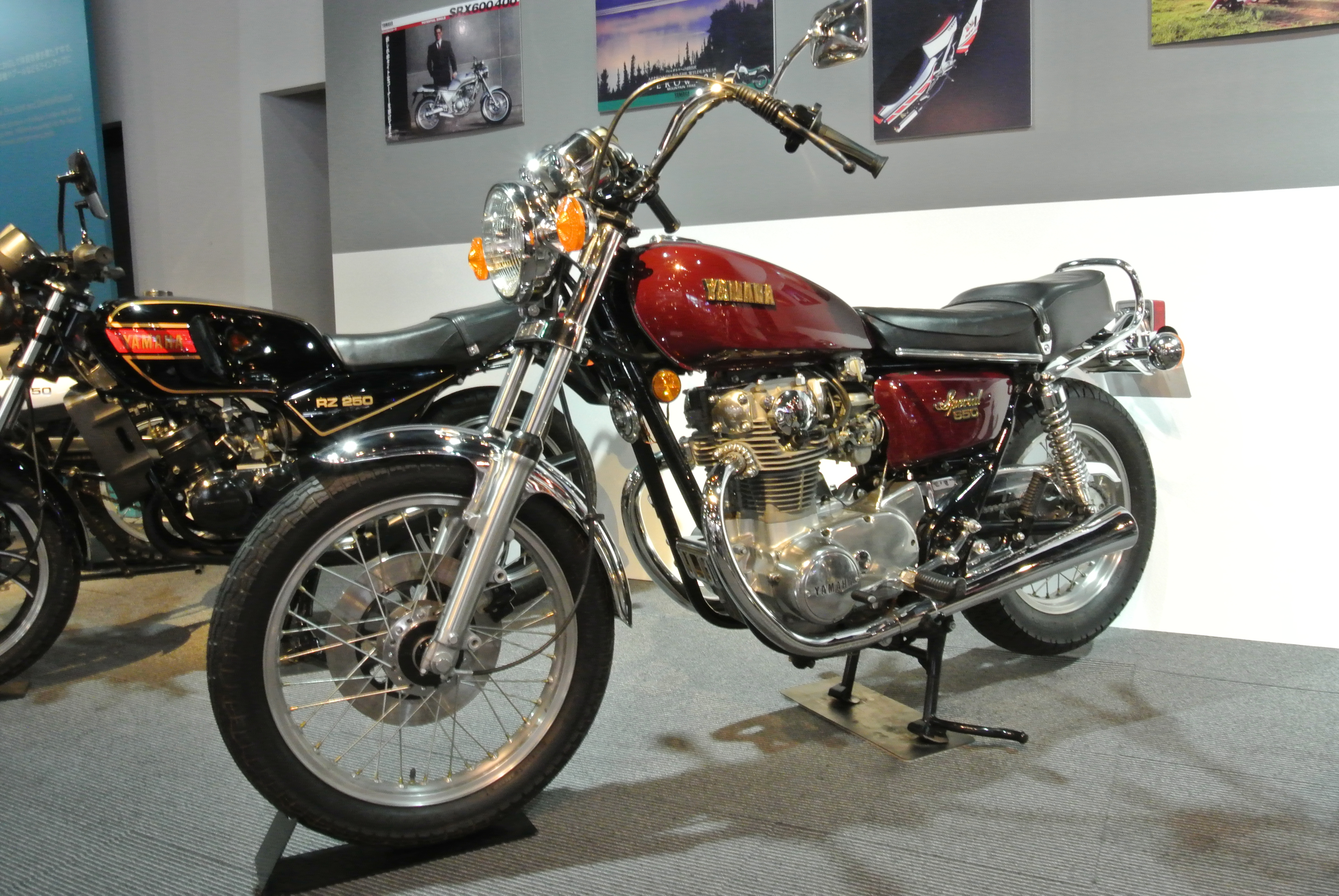
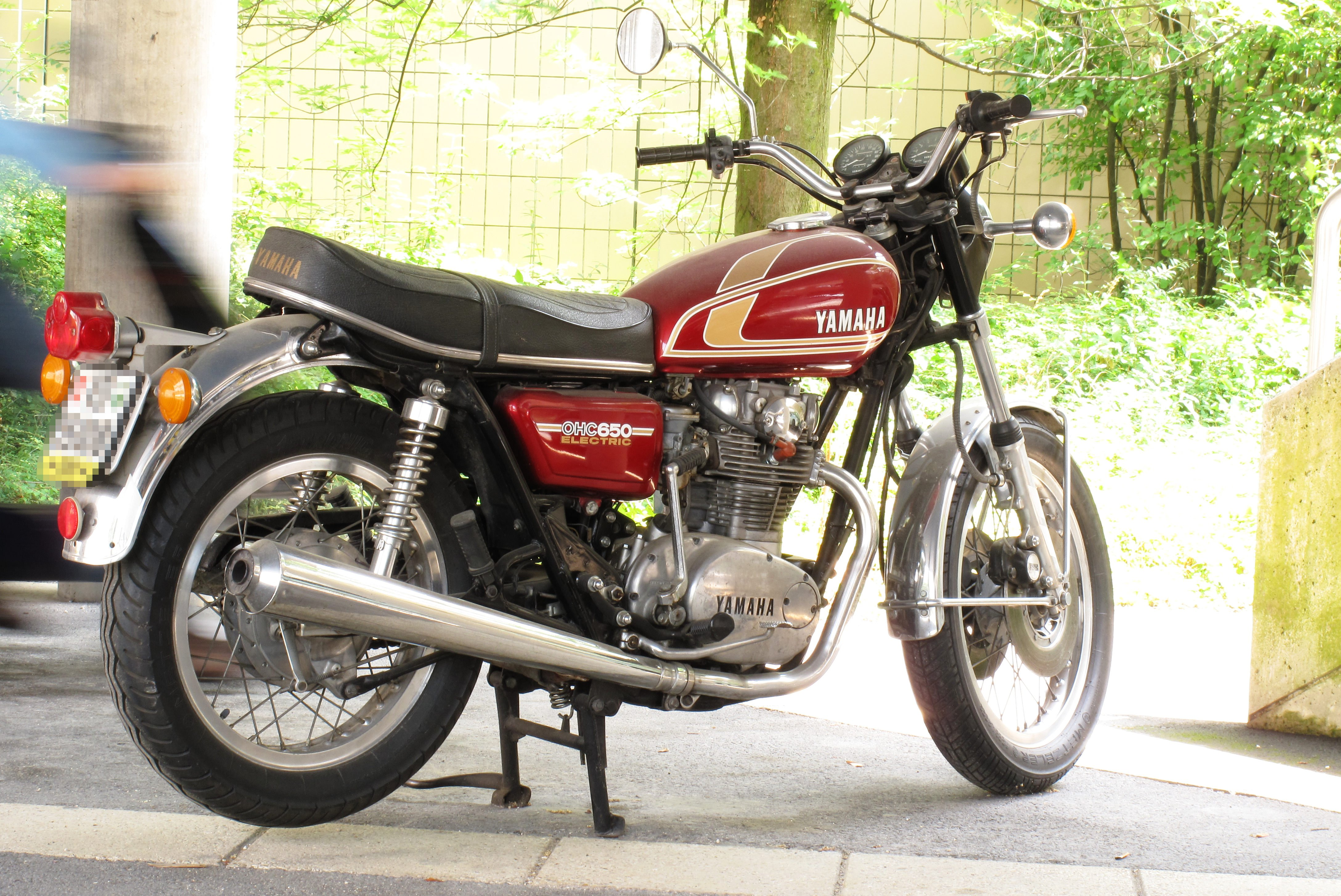